# Achard II de Lecce
Pour les articles homonymes, voir Achard.
Achard II de Lecce (en italien : Accardo di Lecce) (fin du XIe siècle - mort v. 1137 à Lecce) est un baron italo-normand de la première moitié du XIIe siècle, comte de Lecce et d'Ostuni.

## Biographie

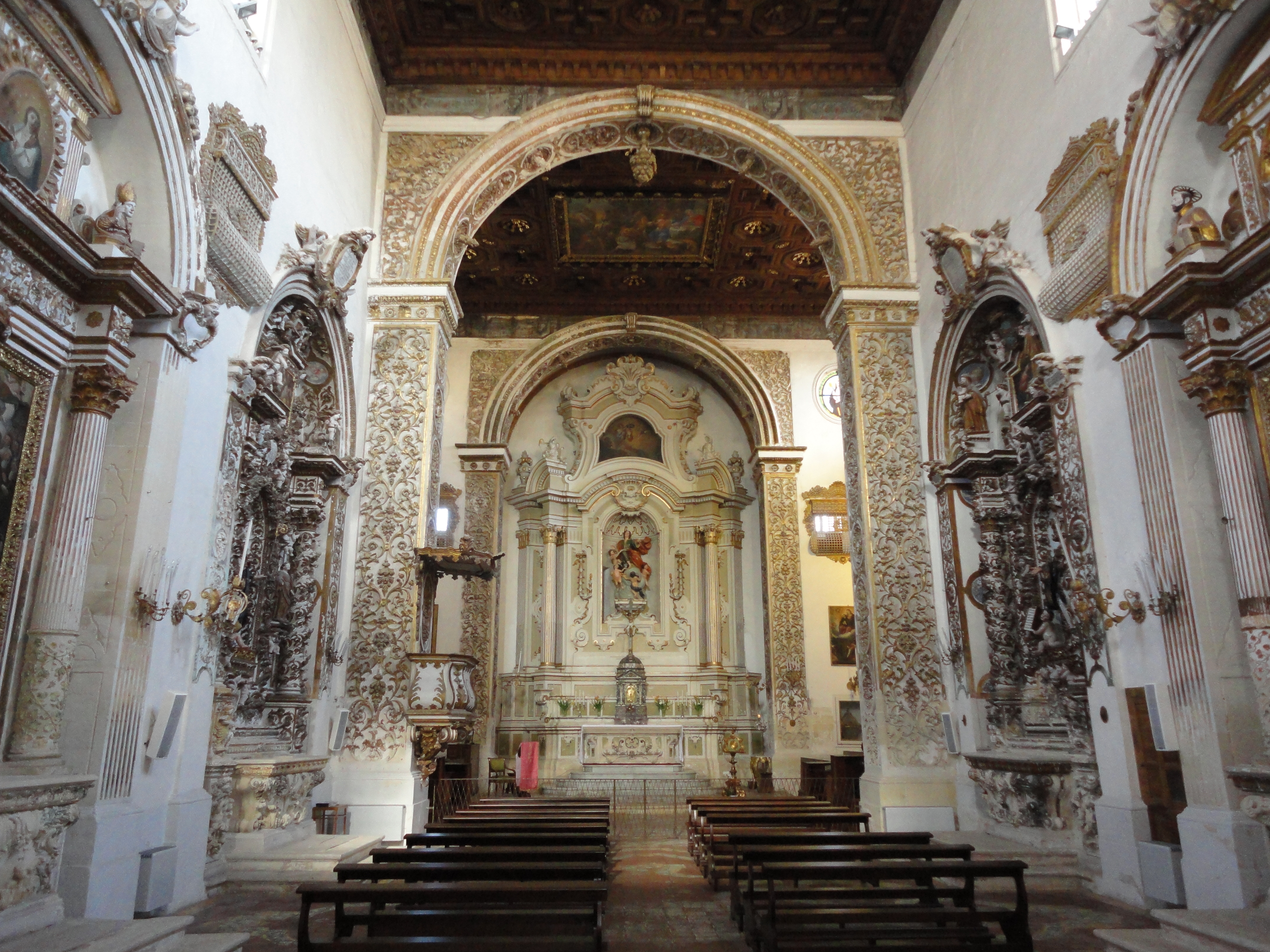
Vue intérieure de l'église San Giovanni Evangelista, fondée par Achard en 1133.

Appartenant à la noblesse normande du duché d'Apulie, Achard est lié à la Maison de Hauteville dont les membres jetèrent les fondations des futurs royaumes de Sicile et de Naples. Vers 1120, il devient le 4e comte de Lecce, dans le sud des Pouilles actuelles, succédant à Godefroi II de Lecce, son père. Ce dernier était le fils d'un certain Godefroi, frère cadet du premier comte normand de Lecce (en 1055), Renaud fils de Achard.
Achard et sa femme, nommée Gunnora ou Fenicia (peut-être ses deux épouses successives), feront de nombreux dons à l'Église et Achard fera également le don d'un hôpital aux Templiers, hôpital construit en actuelle Basilicate. Il sera également à l'origine de plusieurs édifices à Lecce, dont l'église San Giovanni Evangelista, fondée en 1133.
Sa fille Emma eut du prince de Sicile Roger de Hauteville, duc d’Apulie et fils aîné du roi Roger II de Sicile, le futur roi Tancrède de Sicile, dit Tancrède « de Lecce », né à Lecce vers 1140. Emma devint probablement la concubine du prince Roger lorsque celui-ci fut nommé duc d'Apulie en 1135, vers l'âge de 17 ans.
Une place de la ville de Lecce porte son nom en son souvenir, la Piazza Conte Accardo.

## Généalogie
```
Achard
│
├─> Renaud fils de Achard, 
1
er
 
comte
 de Lecce
├─> Godefroi fils de Achard, 
2
e
 
comte
 de Lecce
    │
    └─> 
Godefroi
 
II
, 
3
e
 
comte
 de Lecce
        │
        └─> 
Achard
 
(
II
)
, 
4
e
 
comte
 de Lecce
            X Gunnora ou Fenicia
              |
              ├─> 
Godefroi
 
III
, 
5
e
 
comte
 de Lecce
              │   |
              |   └─> Robert, 
6
e
 
comte
 de Lecce
              |
              |
              ├─> Emma de Lecce
                  X 
Roger
 
III
 d'Apulie

                    │
                    └─> 
Tancrède
, 
7
e
 
comte
 de Lecce et futur roi de Sicile
                        X 
Sibylle d'Acerra

                          |
                          └─> Elvire de Lecce
                              X 
Gautier
 
III
 de Brienne
, comte de Lecce
```